# 拉薩犬

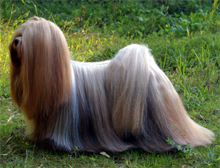
拉薩犬

拉薩犬是一種原產於西藏的小型犬，依據目前對國際間拉薩犬血統規範最完整的美國犬之俱樂部設定，雄性拉薩犬一般身高約為26-27公分（厘米），重約6.4至8.2公斤；雌性略小，體重在5.4至6.4公斤之間。 
品種標準要求深褐色的眼睛和黑色的鼻子，淺褐色的則有深棕色的鼻子。毛的質地濃密、厚重，非常緻密。 他們有各種各樣的顏色，包括黑色，白色，褐色、磚色和金黃色等。尾巴完整往背部倒捲。

一般說法此犬種是由拉萨的喇嘛寺所豢養、培育，專屬於布達拉宮中達賴喇嘛專屬的珍貴犬種，然而在更早的歷史上，此種犬隻已存在王藩之中，因為一直屬於禁宮國寶，因此直到19世紀末葉，甚至20世紀初期，這種狗對西藏當地一般民間來說仍非常神秘。

## 名稱
拉薩是西藏的省会，APSO 藏語意思是“大鬍子”，所以拉薩阿普叟（Lhasa Apso）的意思就是“拉薩大鬍子狗”衍生之意就是「拉薩長毛狗」。 然而也有人推測“apso”這個詞是藏語“rapso”，意思是“山羊般的”，因其明顯的外觀特徵為全身是披滿濃密、冗長，似生長無止盡的長毛。 此外，犬之在短毛時所呈現的原體型姿態，其背部靠尾端為向下彎曲狀，腳長與身型比例在站姿及坐姿上，均與中國傳統吉祥物毘貅與門獅與甚為神似。

### 拉薩犬與西施犬
拉薩犬本出於布達拉宮（宮廷），主要做為進貢中國宮廷及達賴喇嘛自身寵物，在原產地一般平民百姓少有機會見到，更非隨意豢養，在中原亦是如此。當拉薩犬進貢天朝廷之後，亦僅在宮內培育，直至清朝末期被迫與西方交流，宮廷才開始賞賜西方友華人士、使節、貴族或君主作為贈禮，至此方流出至君權削弱的英、法而廣為人知。
拉薩犬被豢養在中國宮中時，極受寵愛，然而由於其數量有限，為避免近親血統所衍生的問題，負責飼養的內務府乃有專人將拉薩犬與其他宮內寵犬（如巴哥犬、北京狗等）交配培育，獲得特徵相似的後代，也因此而產生了貌似拉薩犬，但並非拉薩犬的混種後代。這些混血後代仍被所寵愛並延續血統，傳承了拉薩多毛濃密的特徵，貌似獅子。以型論名，不論純種拉薩、混種拉薩，在當時均隨口稱「獅子狗」，而西方人聽中國人稱其獅子狗，故也以獅子稱之，其音拼為 Shih Tzu， 引入歐洲，直近代Shih Tzu 又回傳至亞洲，起初在日本盛行，而後在臺灣亦造成流行，由於日本繁殖業者取自英文名稱，而台灣繁殖業者跟隨日本稱呼，慣用日文式的發音，因此Shih Tzu 犬在未考據及未聯想之下，以發音並其梳理後長毛溫順的外貌上，用美人西施來比擬，故有目前稱呼的「西施」犬，實則「獅子狗」才是「西施犬」英文稱呼的由來。
純種拉薩被犬與混種拉薩犬（獅子狗、西施犬）有許多特徵相似，故容易被混淆，然而「獅子狗」一詞在中國當時並非血統稱呼，而是以貌為名，故不論拉薩獅子、西藏獅子、中國獅子，皆是獅子，直至清朝晚期，對西方門戶洞開後，在西方民間廣受歡迎而有較大量繁衍，並在商業運作下給予名稱定義。

### 復育
在外傳初期，英國對於獅子狗（西施犬）跟拉薩犬的來源亦無明確概念，主要是因為其犬之來源皆為清廷，而對血統是來自於西藏或朝廷的區別意義不大，亦缺乏明確線索。只要具備濃密拖地長毛特徵，貌似獅子，即稱之為「獅子狗」，且普遍是指拉薩犬在中國後所產生混種犬後代，原種的拉薩犬則被未被明確區分，亦未廣為世人所辨識或知曉，既使在豢養此犬種最盛行的英國，即使對類獅子狗的犬種有較多的特徵判定及規範，卻無意將純種西藏拉薩跟混種拉薩區隔。此現象的改變使於1933年，在13世達賴 圖登嘉措賞賜一隻拉薩犬給第一個進入布達拉宮大內的西方人，美國籍的卡庭（Charles Suydam Cutting）之後，拉薩犬血統才在美國開始被重新意識，並有培育者依其特徵及血統做較積極的區隔與繁殖。有了來自達賴喇嘛的「標準拉薩犬」對照之後，方由風行獅子狗的英國篩選出為數稀少，但仍然維持較純正血統的拉薩犬引進美國，開始有系統計畫性的培育。

## 習性與功能
從工作犬的角度來看，有一說法是拉薩犬被喇嘛作為警示犬用，乃因拉撒犬具備敏銳的聽覺與細膩的洞察力，對判斷狀況及反應精準，體型雖小卻宏亮的吠聲，且能夠本能以不同叫聲反應不同異常狀態。相較於大多數犬種，拉薩犬平常極端的安靜，因此其警示犬的作用並非來自於愛吠，反而是來自於其平常不亂吠，異常時則精準的吠叫特性。由於純種拉薩犬並不普及亦難區分，僅由部分飼主反應，拉薩犬甚不似大多數犬種好與其他犬隻吠聲回應，對不同的人造訪，或門鈴、電話均能分辨，並發出不同音律或動作向主人反應，據此推測其具備較高的警示能力。
除此之外，拉薩犬在個性特徵上亦顯示多處的反差，甚至矛盾，而或許正因為這種特質而使得其個性受到飼主常年的喜愛。其體型嬌小，但肢體動作奇大，外型可愛。卻具備中亞犬之的凶猛通性，咬合力強，速度快，有著超乎體型的力量與爆發力，又因其體型小巧，加上靜時拖地。動時飛舞的長毛，其凶猛特性不但易被忽視掩飾，反倒轉成動作誇張的喜感。觀察中國的舞獅，很容易連結兩者極多神似之處，人為的舞獅無論型態與動作有極高的相似度，可以推測的是舞獅在起出的靈感有相當程度取材自拉薩犬，甚至沒有獅子的中國，其歷史上的吉祥動物毘貅與石獅，也很可能是臨摹拉撒犬的型態所臆造出來的。然而，相較於其動態特質，拉薩犬另一方面又具備驚人學習力、控制力與自制力，既可衝動，又非常安定，是故其示警能力反倒被人所忽略，而是成為心理慰藉的寵物關係居多。

### 豢養與特質
某些研究指出拉薩犬為存世古老犬種，亦是當下具備與狼隻相同基因比例最高的犬種之一，又在早期就為宮廷所豢養，在這種背景下，其繁殖過程一方面其血統得以謹慎延續，一方面具備堅定的狼隻天性，另一方面又在制度嚴謹的宮中進行馴化，具備嚴實的後天養成演化，使得在原種的拉薩犬具備既狂野又溫馴的反差特質。他們貌似天物，可愛無比，但卻高度自主、高度自視。有規矩，具備及敏銳的觀察與判斷天賦，安靜，卻又充滿爆發力。因此，拉薩犬雖然是體型小，毛茸茸，但若沒有養狗經驗，或對其個性不瞭解的飼主，往往會感到易怒而不意駕馭，或個性轉而孤僻。飼主能否瞭解其特殊個性的而靈活啟發，是拉薩犬是否能成為家中超級開心果最關鍵的一環，既不適用於強壓式或傳統的制式概念的訓練，更不適合溺愛式豢養。
拉薩犬光看外型，非常容易讓人覺得是個性溫馴喜歡依偎主人的寵物犬，然而與絕大多數犬種相比，拉薩犬個顯得性更為自主孤傲。牠們可以配合主人，對外人友善，卻不喜歡長時間的依偎在懷中，此處又與從外型的臆測形成反差。拉薩犬喜愛跟主人玩耍，但不喜歡長時間受拘，亦少對主撒嬌，當飼主期待豢養的一隻可溫順依人，可以抱在懷裡的寵物時，拉薩犬可能與原本期待有著相當落差。在另一方面，雖說拉薩犬不喜依偎，但當環境條件必要，他們對環境的敏銳判斷力與自制力在此時又展現出高度配合。

### 進食
本質上拉薩犬以體積而言其胃口大與食量均大，屬好吃犬種，這可能源自於其原豢養於寒冷、高海拔而空氣稀薄的青藏高原，這種環境對體能消耗非常大，需要較多熱量，而西藏主食青稞澱粉含量較低，因而養成較大進食量。當現代環境將拉薩犬豢養在低海拔低緯度的都市中時，因運動減少、氣壓變高、溫度變高，但拉薩犬的食量不改，熱量消耗卻大減，加上其長毛覆蓋不易辨別，故容易導致餵食過量而過胖。
拉薩犬的個性差特質亦存在進食部分，對愛吃的犬種來說，拉薩犬的領悟力與刻制力又出奇的高，故可訓練其不翻找食物，甚至在指令下進食的規矩。

## 其他記載
對拉薩犬品種特徵標準有～深褐色的眼睛和黑色的鼻子，淺褐色毛的則有深棕色的鼻子。
披毛的質地濃密、厚重，多層，緻密。短毛時初毛細緻，毛長後，外層披毛功能轉變為成為防水層，質地略粗無光澤，但在營養充分的豢養下，毛會產生略微光澤，顏色基本為雙色或多色，包括黑，白，淺褐、深褐、棕色和黃色等。
尾巴在多數時間M，完整往背部回捲。 
在二十世紀初期，英國有一種名為“拉薩梗”梗犬種，但事實上其血統來源是否與目前定義的拉薩犬相同，已不可考。
而在美國，可考據的第一對拉薩犬，是由13世達賴 圖登嘉措 賞賜美國人柯庭，並於1933年抵達美國。在同時期的全英國，只有一隻犬隻是是以拉薩犬（梗）為名義登記（等於無法確認血統），其他類似犬之則登記為獅子犬（西施犬）。拉薩血統在西方國家的確認，始於美國犬隻俱樂部於1935年的設定，起初將拉薩犬歸類於梗犬，其後發現其與梗犬的習性與特徵有所差異，遂於1959年將拉薩犬復歸分至「非運動犬類」。
傳說拉薩犬起源於公元前800年的西藏地區，也是與狼關係最密切的犬種，近日DNA分析已經將拉薩Apso鑑定為14種最古老的犬種之一，是第一批由人類所繁殖豢養的狗
這種狗在西藏從不作出售，只供達賴喇豢養，或者是作為貢品進共中國皇帝。